# Весёлое (Красноярский край)
Весёлое — село в Тасеевском районе Красноярского края. Административный центр Веселовского сельсовета.
Расположено в 23 км к юго-востоку от села Тасеево и в 185 км к северо-востоку от Красноярска.

## История
Населённый пункт основан в 1784 году. Население в 1790—1800 годах равнялось примерно 50 жителям.
В 2005 году село стало административным центром. К 2017 году в селе насчитывалось порядка 430 человек.

## Население
| 2010 |
| ---- |
| 400  |